# Charqui

Charque de carne vacuna.

El charqui o charque (del quechua charki, «cecina») es un tipo de carne deshidratada típico de las regiones andina originaria de  los pueblos precolombinos como los Aymaras y Quechuas para conservar la carne por períodos prolongados.

## Preparación
Inicialmente se usó carnes de auquénidos como la carne de guanaco o la llama o cualquier otro animal, aunque el charqui puede prepararse con cualquier carne ; debido a esto y con la llegada de los españoles a América tomó más importancia el charqui de carne vacuna.
El método de preparación usualmente comienza por cortar la carne en lonjas o tiras lo más finas posible, quitarles la grasa y, en todo lo posible, la sangre («jugo de carne»). Las tiras así preparadas son colgadas en sitios secos, ventilados y, sobre todo, muy soleados, hasta que toman una textura semejante a la del cartón e incluso a la del cuero, protegiéndolas de las moscas con telas de tipo mosquitero. Acabando el secado, se ponen en ahumado.
Luego, lo usual es que se la guarde en recipientes entre capas de sal común, añadiendo, a veces, pimienta, pimentón y ajíes desecados. Más raro es que se usen para la preservación del charqui capas de miel y propóleo.

## Forma de consumo
El charqui es esencialmente carne deshidratada de auquénidos, cerdo, oveja, vaca, equino, camélidos y otros. Cuando la deshidratación se realiza en zonas como la puna o el altiplano andino, debido a las características del clima, el charqui resulta prácticamente un alimento liofilizado (lo mismo que su frecuente acompañante de origen vegetal: el chuño) y puede ser consumido sin otra preparación, aunque lo más común es que, como al gulash, se le ingiera rehidratado, siendo ingrediente principal en guisos o formando parte del relleno de empanadas, tamales y otros platos.

### Norte de Argentina
En las provincias del norte de Argentina como Jujuy , Salta y Tucumán es muy común el charqui cubierto con sal y secada al sol. Esta técnica fue utilizada por los pueblos andinos para conservar la carne por períodos prolongados.

### Bolivia
La influencia andina en la gastronomía de la región oriental de Bolivia se hace presente, frito y acompañado con yuca (o mandioca) hervida, o papas hervidas y majado para majadito, masaco de plátano (o banana) o yuca y también en jigote.
También es posible encontrarlo en algunas recetas culinarias del occidente y centro de Bolivia, como en el ají de papalisa, tucumanas y fiambre en las  ciudades de La Paz , Oruro y Cochabamba. Donde se prepara el  charquekan que contiene una porción de charque desmenuzada y frita, acompañada de maíz , mote, blanco, papas de la región, chuño o tunta y además de porciones pequeñas de la típica llajwa.
En Potosí, Bolivia, se hace el valdiviano que consiste en una sopa de carne , con chalona (charque de cordero) y de cerdo, con verdura, papa y ají colorado molido y especias, se sirve con llajua que es una salsa andina de locoto, tomate, quirquiña.[cita requerida]

### Chile
En Chile, según dice una leyenda, los militares de Valdivia crearon el plato llamado valdiviano aburridos de comer el mismo charqui todo los días. También es el original componente principal del charquicán, aunque hoy en día lo más común es preparar el charquicán con carne molida de vacuno. En el norte chico, en las regiones de Atacama, y principalmente, en la región de Coquimbo, se produce y consume principalmente el charqui de cabra. Desde la zona central hacia el sur, es más común el consumo de charqui equino.

### Perú
En el Perú el charqui es muy consumido, por ejemplo en el típico olluquito con charqui y charquicán.

## En la cultura popular
La frase "ojo al charqui" se suele utilizar para decirle a alguien que tenga cuidado o que preste atención.